# 相良敦子 (脚本家)
相良 敦子（さがら あつこ、1959年7月25日 - ）は、日本の脚本家。
東京都出身。学習院大学文学部史学科卒業。制作会社テレビマンユニオンで契約スタッフとして番組作りの現場に学び、第16回創作ラジオドラマ脚本懸賞（NHK協賛）に「アナモルフォーズ」で佳作入賞。CX「大災難」（のちにホームビデオ）の脚本でプロになる。日本脚本家連盟会員。同連盟の放送作家教室（現日本脚本家連盟スクール）の第48期卒業生。ペンネーム「さがらあつこ」での著書もある。

## 作品

### テレビドラマ
- 彼女の嫌いな彼女（1993年、よみうりテレビ）
- ときめき時代（1994年、関西テレビ「阪急ドラマシリーズ」）[3]
- 魚河岸のプリンセス（1995年、NHK「ドラマ新銀河」）
- さしすせそ!?（1997年、TBS「花王 愛の劇場」）
- 昨日の敵は今日の友（2000年、NHK「水曜ドラマの花束」）
- 昨日の友は今日の敵?（NHK月曜ドラマシリーズ）
- 理想の生活（2005年、NHK「よるドラ」）
- バッテリー（2008年、NHK「ドラマ8」）
- ウェルかめ（2009年、NHK「連続テレビ小説」）
- シングルマザーズ（2012年、NHK「ドラマ10」）
- サイレント・プア（2014年、NHK「ドラマ10」）

単発
- 雨の脅迫者（1990年、フジ）
- 人間ドキュメント夏目雅子物語（1993年、フジ）
- 正月SPドラマサザエさん（1995年、1996年、フジ）
- 青年は荒野をめざす'99（1999年、テレビ朝日、名古屋放送）
- 特急車掌永瀬はるかの事件簿（1999年 テレビ朝日、土曜ワイド）
- 運命の逆転（1992年4月10日、TBS）
- 学校の怪談 春の呪いスペシャル 第4話「おぞけ」（2000年3月28日、関西テレビ）
- 七子と七生 〜姉と弟になれる日〜（2004年10月9日、NHKBSハイビジョン）[4]
- 父に奏でるメロディー（2005年11月30日、NHKBSハイビジョン）
- 奇跡の動物園〜旭山動物園物語〜 1、2（2006年5月13日、2007年5月11日、フジ）
- かんちゃん（NHK、もしも明日シリーズ）
- 笑顔をくれた君へ〜女医と道化師の挑戦〜（2008年3月14日、フジ）
- 愛馬物語（2008年5月3日、フジ）

### 映画
- 玩具修理者（2001年）
- 群青の夜の羽毛布（2002年）
- ドッジGO!GO!（2002年）

### オリジナルビデオ
- 大災難（1995年）

### 舞台
- 秘密の二人（翻案台本・1991年）
- 大竹しのぶコンサート、セブンストーリーズ（構成台本・1992年）
- 無欲の人～熊谷守一物語（戯曲・2014年劇団民藝で初演、紀国屋サザンシアター。月刊「テアトロ」2013年3月号掲載）

### ラジオドラマ
- ロンリーハート、ロンリーシティ（1988年4月、懸賞佳作「アナモルフォーズ」の改題、NHK・FMシアター）
- 駐車場を探せ！（1989年6月、NHK・FMシアター）
- 雨の夜の冒険（1991年11月、NHK・FMシアター）
- オルガニスト（1999年、NHK・青春アドベンチャー）
- 王の眠る丘（2001年9月、NHK・青春アドベンチャー）
- 障子の穴の天の川（2003年、NHK・FMシアター）
- 秋桜（2004年、NHK・FMシアター、芸術祭参加作品）
- 百億光年の貝殻（2006年、NHK・FMシアター、芸術祭参加作品）
- 青き風吹く（2016年1月、NHK・特集オーディオドラマ）
- 春麻呂の夢（2018年1月、NHK・特集オーディオドラマ）
- さざ波のみち（2022年8月、NHK・特集オーディオドラマ）
- サキジとキク（2024年8月、NHK・FMシアター）

## 受賞歴
- 雨の脅迫者（ギャラクシー奨励賞）
- 障子の穴の天の川（第29回 放送文化基金賞優秀賞）
- 七子と七生 〜姉と弟になれる日〜（平成16年度文化庁芸術祭優秀賞、第１１回上海テレビ祭審査員特別賞）
- シングルマザーズ（ギャラクシー奨励賞）

## 著書
ドッジGO!GO!を除き、「さがらあつこ」のペンネームで著作。
児童小説
- 密着!縄文4000年ツアー（講談社・青い鳥文庫）
- ドッジGO!GO!（講談社 映画「ドッジGO!GO!」の原作）

絵本
- おばけのひっこし（福音館書店）
- パトカーのピーすけ（福音館書店）
- 美術館にもぐりこめ!（福音館書店、2013年にハードカバーで再版）